# Ville de Port Hedland
La Ville de Port Hedland (Town of Port Hedland en anglais) est une zone d'administration locale dans le nord-ouest de l'Australie-Occidentale en Australie. 
Le centre administratif de la ville, Port Hedland, avec sa ville jumelle South Hedland abrite la plus grande partie de la population.
La zone est divisée en un certain nombre de localités:
- Port Hedland
- Finucane Island
- South Hedland
- Wedgefield

La ville a 8 conseillers.